# Melicertissa mayeri
Melicertissa mayeri är en nässeldjursart som beskrevs av Paul Torben Lassenius Kramp 1959. Melicertissa mayeri ingår i släktet Melicertissa och familjen Laodiceidae. Inga underarter finns listade i Catalogue of Life.